# Eclissi solare del 9 maggio 1929
L'Eclissi solare del 9 maggio 1929, di tipo totale, è un evento astronomico che ha avuto luogo il suddetto giorno attorno alle ore 06:10 UTC. La durata della fase massima dell'eclissi è stata di 5 minuti e 7 secondi e l'ombra lunare sulla superficie terrestre raggiunse una larghezza di 193 km. Il punto con la massima totalità era circa 300 km a sud-ovest del villaggio Meulaboh, in Indonesia.
L'eclissi del 9 maggio 1929 divenne la prima eclissi solare nel 1929 e la 67ª nel XX secolo. La precedente eclissi solare ebbe luogo il 12 novembre 1928, la seguente il 1º novembre 1929.
La totalità era visibile dalle Indie orientali olandesi (l'odierna Indonesia), dagli Stati federati malesi (ora appartenenti alla Malaysia), Siam (poi Thailandia), Indocina francese (ora appartenente al Vietnam), Isole Spratly, Filippine e Mandato del Pacifico meridionale in Giappone (ora appartenente agli S.F. di Micronesia).

## Percorso e visibilità
La prima eclissi solare totale è stata osservata all'alba nell'Oceano Indiano sudoccidentale e circa 730 chilometri a sud-est della Unione Sudafricana. Quindi l'ombra lunare si è diretta a nord-est obliquamente attraverso l'Oceano Indiano, passando per l'Isola del Cocco e raggiungendo la massima a circa 330 km a sud-ovest. Dopo di che, l'umbra ha attraversato Sumatra settentrionale, la penisola malese, ha superato la punta meridionale dell'Indocina francese, ha attraversato il Mar Cinese Meridionale, le Filippine americane e gradualmente si è spostata a sud-est. Ha coperto parte delle isole della Micronesia e si è conclusa al tramonto sulla superficie dell'oceano a circa 80 chilometri a sud-ovest dell'atollo di Satawan.

## Osservazioni a fini scientifici
Un gruppo di osservazione formato da scienziati britannici e tedeschi ha osservato l'eclissi di sole totale nella provincia di Pattani, nel sud del Siam; il campo di osservazione fu anche visitato dal re Rama VII del Siam e la consorte regina Rambhai Barni. Questa è stata l'ultima squadra di osservazione di un evento di eclissi su larga scala che il Siam (Thailandia) abbia accolto con favore.

## Eclissi correlate

### Eclissi solari 1928 - 1931
Questa eclissi è un membro di una serie semestrale. Un'eclissi in una serie semestrale di eclissi solari si ripete approssimativamente ogni 177 giorni e 4 ore (un semestre) in nodi alternati dell'orbita della Luna.

### Ciclo di Saros 127
L'evento fa parte del ciclo di Saros 127, che si ripete ogni 18 anni, 11 giorni, contenente 82 eventi. La serie iniziò con un'eclissi solare parziale il 10 ottobre 991 d.C. Contiene eclissi totali dal 14 maggio 1352 al 15 agosto 2091. Non ci sono eclissi anulari in questa serie. La serie termina al membro 82 con un'eclissi parziale il 21 marzo 2452. La durata più lunga della totalità è stata di 5 minuti e 40 secondi il 30 agosto 1532. Tutte le eclissi di questa serie si verificano nel nodo ascendente della Luna.